# 天主教薩爾蓋魯教區
天主教薩爾蓋魯教區（拉丁語：Dioecesis Salicensis），是巴西一個天主教教區，位於伯南布哥州西北部，屬奧林達暨累西腓總教區。
教區成立於2010年6月16日，2010年有教友351,534人，佔總人口80.0%。有十七個堂區、司鐸十四人。現任教區主教為馬格努斯·亨利·洛佩斯。